# Max Ludwig Cahn

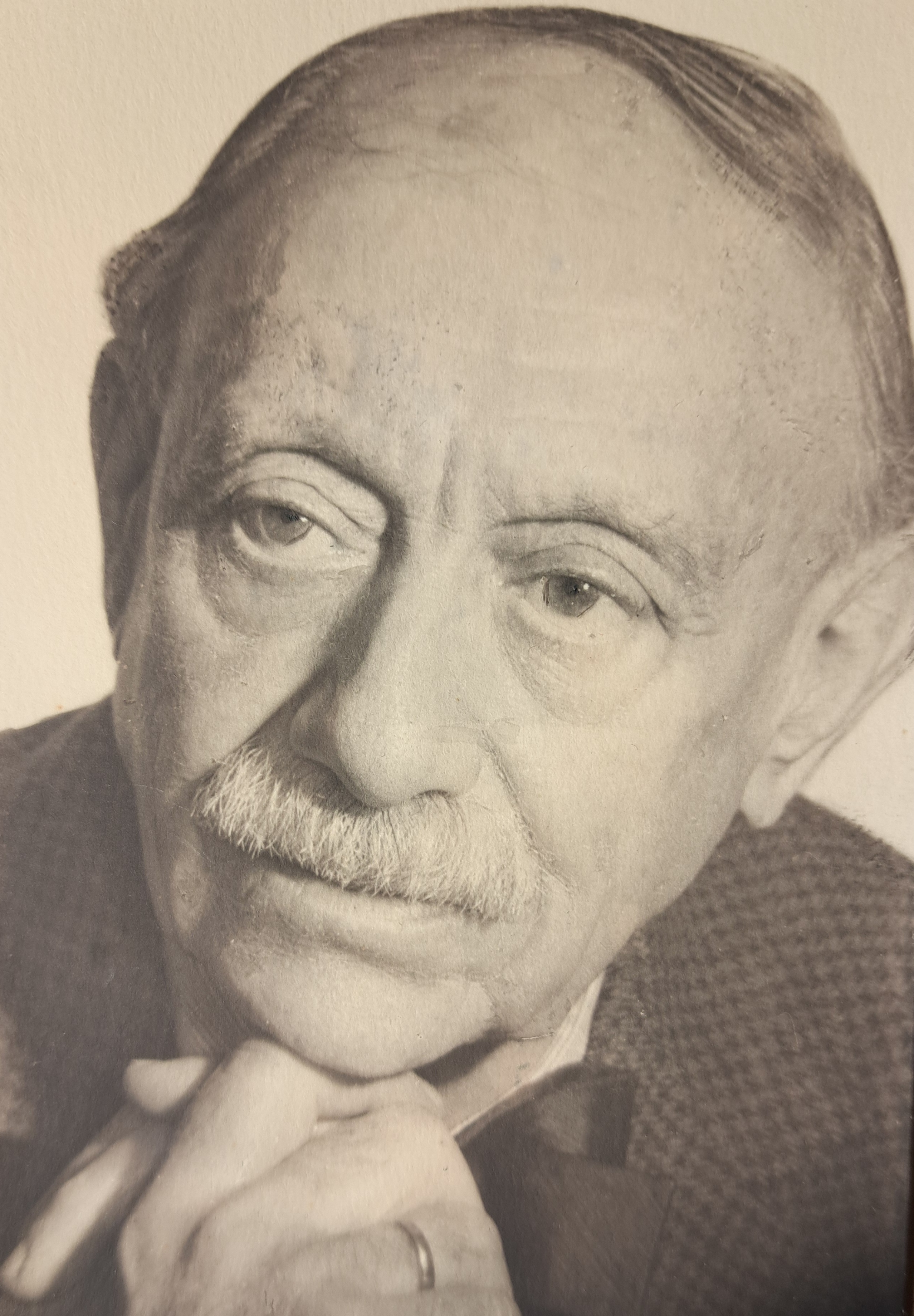
Max Ludwig Cahn

Max Ludwig Cahn (geboren am 23. Mai 1889 in Mainz; gestorben am 14. Oktober 1967 in Frankfurt am Main) war ein deutscher Rechtsanwalt und Notar.

## Leben
Max Ludwig Cahn war der Sohn des Kaufmanns Wilhelm Cahn (1855–1897) und Margarethe Mayer (1865–1942). Er besuchte das Lessing-Gymnasium in Frankfurt am Main und dann das dortige Kaiser-Wilhelm-Gymnasium, wo er 1907 das Abitur ablegte. Danach studierte er in Freiburg, Berlin und Marburg Rechtswissenschaften. Das erste Staatsexamen bestand er 1910. Sein Referendariat leistet er beim Amtsgericht Nassau, Landgericht Frankfurt am Main und bei Rechtsanwälten. 1917 legte er das zweite Staatsexamen ab. Daneben leistete er Kriegsdienst. Nach dem Krieg wurde er Anwalt und Notar. Als Jude unterlag er in der Zeit des Nationalsozialismus der Verfolgung. 1933 waren 278 von 607 (also 45 %) der Rechtsanwälte im Oberlandgerichtsbezirk Frankfurt Juden. Diese wurden überwiegend aufgrund des Gesetzes über die Zulassung zur Rechtsanwaltschaft 1933 aus der Anwaltsliste gestrichen. Dies betraf in Frankfurt 108 Anwälte. Als Offizier im Ersten Weltkrieg war Cahn aufgrund des Frontkämpferprivilegs nicht durch dieses Gesetz betroffen. Er verlor aber dennoch am 30. November 1938 durch die 5. Verordnung zum Reichsbürgergesetz seine Rechtsanwaltszulassung.
Die meisten jüdischen Anwälte wurden in den 12 Jahren der Nazi-Herrschaft zur Flucht getrieben oder ermordet. Aufgrund seines Renommees wurde Max Ludwig Cahn von den neuen Machthabern zum „Konsulent zur rechtlichen Beratung und Vertretung von Juden“ in Frankfurt am Main während des NS-Zeit ernannt. Schließlich wurde auch er verhaftet und in das KZ Buchenwald verschleppt, überlebte jedoch.
Ab 1946 war er wieder Anwalt am Oberlandesgericht Frankfurt am Main. Dort war er seit 1948 stellvertretender Vorsitzender der neu wiedergegründeten Rechtsanwaltskammer Frankfurt und blieb bis 1959 dort Vorstandsmitglied. 1949 wurde er Kammerpräsident und 1956 Präsident des Ehrengerichtshofes für Rechtsanwälte am Oberlandesgericht Frankfurt am Main.
1948 wurde er Mitglied der Jüdischen Gemeinde Frankfurt am Main. Er war auch Mitglied des Vorstandes und Kuratoriums der Gesellschaft für Christlich-Jüdische Zusammenarbeit sowie Kuratoriumsmitglied der Deutsch-Israelischen Studiengruppe an der Goethe-Universität Frankfurt an. 1959 wurde er mit dem Großen Bundesverdienstkreuz ausgezeichnet.
1917 heiratete er Ottilie (Tilly) Therese Pauline Luise Regine Schulze (geboren am 4. Januar 1892 in Stuttgart, gestorben am 10. November 1980), die evangelischer Konfession war. Das Paar hatte 6 Kinder. Der Musiker Peter Cahn war sein Sohn.